# Піранья. Перший кидок
«Піранья. Перший кидок» - роман відомого красноярського письменника Олександра Бушкова, перше за хронологією твір із серії про життя і пригоді Кирила Мазура. Книга входить в Шантарські цикл.

## Сюжет
Двісті з гаком років тому, в 1774 року, британський військовий фрегат «Агамемнон», слідуючи з Індії в метрополію, був застигнутий штормом десь поблизу Ахатінскіх островів, і пішов на дно разом з усім екіпажем. У своїх трюмах «Агамемнон» віз захоплені в Індії скарби, головним чином золото і дорогоцінні камені. Так вийшло, що відомості про приблизний місці катастрофи потрапили не до нащадків адмірала Нельсона, а в Головний штаб радянського військово-морського флоту.
1976. Нічим не примітна радянське науково-дослідницьке судно «Сіріус», проводило дослідження в тих краях. Проте мало хто знав, про те, що окрім мирних вчених на борту знаходиться команда бойових плавців, які, користуючись люком у днищі судна, кожен день таємно випливали на пошуки останків фрегата. Серед них був і старший лейтенант Кирило Мазур ...

## Персонажі
- Кирило Мазур - старший лейтенант ВМФ СРСР. Через молодості не має прізвиська.
- Костянтин Самарін - капітан-лейтенант ВМФ СРСР, особіст. Носить беріївські пенсне, через що його прозвали Лавриком.
- Микола Тріколенко - капітан-лейтенант ВМФ СРСР, командир бойових плавців. Прізвисько - Морський змій.
- Мадлен де РОНАКО - співробітниця військово-морської розвідки Франції.

## Цікаві факти
- Хоча дія твору відбувається 1976 року, в романі згадується Фредді Крюгер. (Фільм «Кошмар на вулиці В'язів» вийшов в 1984 року)
- 9 вересня 1976 помер Мао Цзедун - про це йдеться в романі. (Дія твору відбувається у квітні 1976 року.)